# No Way But the Hard Way
No Way But the Hard Way è un singolo del gruppo musicale australiano Airbourne, pubblicato nel 2010 ed estratto dall'album No Guts. No Glory.

## Tracce
1. No Way But the Hard Way – 3:34 (Joel O'Keeffe, Ryan O'Keeffe)

## Video
Il videoclip della canzone è stato diretto da Steve Jocz, noto per essere il batterista della band Sum 41.

## Formazione
- Joel O'Keeffe - voce, chitarra
- David Roads - chitarra, cori
- Justin Street - basso, cori
- Ryan O'Keeffe - batteria